# Лесной (Хабаровский край)
Лесно́й — посёлок сельского типа в Амурском районе Хабаровского края. Входит в состав Литовского сельского поселения.

## География
Посёлок Лесной расположен на железнодорожной линии Волочаевка II — Комсомольск-на-Амуре между пос. Форель и пос. Литовко.

## Население
| 1992 | 2002 | 2010 | 2011 | 2012 | 2021 |
| ---- | ---- | ---- | ---- | ---- | ---- |
| 618  | ↘439 | ↘335 | ↘332 | ↘317 | ↘133 |